# Ettefagh-Synagoge
Die Ettefagh-Synagoge (persisch کنیسای اتفاق Kanise Ettefagh) ist eine Synagoge in der iranischen Hauptstadt Teheran, die im Jahre 1947 eröffnet wurde. Sie diente in den folgenden Jahrzehnten als Synagoge der irakischen Juden Teherans.

## Standort
Die Ettefagh-Synagoge befindet sich in der Taleqani-Allee, der ehemaligen Tacht-e-Dschamschid-Allee (Persepolis-Allee), an deren westlichem Abschnitt nahe der Einmündung in die Jerusalemstraße (al-Qods-Straße) in direkter Nähe zur Teheraner Pfingstkirche, rund 400 m nördlich der Straße der Islamischen Revolution (Enqelab, خیابان انقلاب اسلامی, ehemalige Schah-Reza-Straße). Westlich liegt das riesige Gelände der Universität Teheran mit seiner universitätseigenen Moschee.

## Geschichte
Während des Zweiten Weltkrieges putschte im Irak im April 1941 Raschid Ali al-Gailani gegen die probritische Regierung des Königs Faisal II., doch wurden die Putschisten bald darauf von britischen Truppen besiegt. In den Tagen des Zusammenbruchs der Putschregierung kam es durch muslimische Araber in Bagdad am 1. und 2. Juni 1941 zu einem als Farhud (arabisch فرهود, „gewaltsame Enteignung“) bezeichneten Pogrom, in dem 170 bis 180 Juden getötet und viele verletzt, vergewaltigt und ihr Eigentum geplündert wurde. 1948 wurde der Irak unter Kriegsrecht gestellt und das Strafmaß für Zionismus erhöht. Shafiq Ades, ein bedeutender irakischer nichtzionistischer jüdischer Händler, wurde wegen angeblichen Handels mit Israel hingerichtet. Es wurden Gesetze erlassen, die den Juden eine legale Ausreise unter Mitnahme ihres Eigentums unmöglich machten. So wurden die illegale Ausreise und der Schmuggel des Eigentums ins Ausland für viele der einzige gangbare Weg, und viele irakische Juden entschlossen sich, in den benachbarten prowestlichen Iran zu emigrieren. Beim Schmuggel spielten kurdische Juden eine wichtige Rolle, und zahlreiche irakische Juden kamen in der iranischen Grenzstadt Chorramschahr an. Der Chorramschahrer Jude Harun Abdolnabi half den jüdischen Flüchtlingen, Einreisepapiere zu erhalten und sich in Teheran anzusiedeln. Hier wuchs die irakisch-jüdische Gemeinde von 1946 bis 1951 stark an. 1946 kaufte Meir Abdullah Batson ein großes 5000 Quadratmeter Stück Land an der Persepolis-Allee und Jerusalemstraße nahe der Universität unweit der Schah-Reza-Allee. Auf der Nordseite des Grundstücks wurden 865 Quadratmeter für die Errichtung einer Synagoge abgetrennt, während im südlichen Teil eine Schule entstand. Der Bau der Synagoge wurde unter anderen von Saleh und Davood Mashi sowie von Heskel Haim unterstützt und 1947 fertiggestellt. Die Synagoge sollte ursprünglich nach Meir Abdullah benannt werden, doch gab es hierfür keine Genehmigung, da die Regierung keinen Namen eines Ausländers akzeptierte. So wurde schließlich der Name Ettefagh (arabisch اتفاق) gewählt, was auf Arabisch „Vereinbarung“, „Abmachung“ bedeutet. Die Synagoge wurde zum wichtigsten Versammlungsort der irakischen Juden Teherans.
Nach der Islamischen Revolution 1979 wanderten die meisten irakischen Juden aus dem Iran aus. In New York City (USA) errichteten irakische Juden, die zeitweise in Teheran gelebt hatten, in den 1980er Jahren eine Synagoge im selben Stil wie die Teheraner Ettefagh-Synagoge. 1991 scheiterten die Wahlen zum Synagogenrat von Ettefagh, da das Quorum nicht erreicht wurde. Mit Hilfe der iranisch-jüdischen Gemeinde und einiger irakischer Juden wurde ein neuer Synagogenrat unter dem Vorsitz von Frau Naji Levy, einem ehemaligen Vorstandsmitglied, gebildet. Im Jahre 2009 lebten in Teheran noch etwa drei Familien irakischer Juden, und die Synagoge wird im Wesentlichen von persischen Juden unterhalten. Da nur noch sehr wenige Juden in der Gegend leben, wird die Möglichkeit zum Gebet (Tefilah) nur noch am Sabbat und an manchen Feiertagen gemeinsam mit Rabbinern anderer Teheraner Synagogen angeboten.

## Architektur
Die Etefaq-Synagoge ist mit Mauerziegeln und Zinnen im babylonischen Stil erbaut, was ihr eine gewisse Ähnlichkeit zu chaldäischen oder assyrischen Kirchen verleiht. Die Synagogenhalle ist mehr als 10 m hoch und verfügt über mehr als 350 Sitzplätze für Männer, während es bei der Eingangstür ein Zwischengeschoss mit zwei Aufgängen und 120 Plätzen für Frauen gibt. Die Synagoge verfügte als erste in Teheran über ein modernes Heizsystem.